# Nadine Trintignant

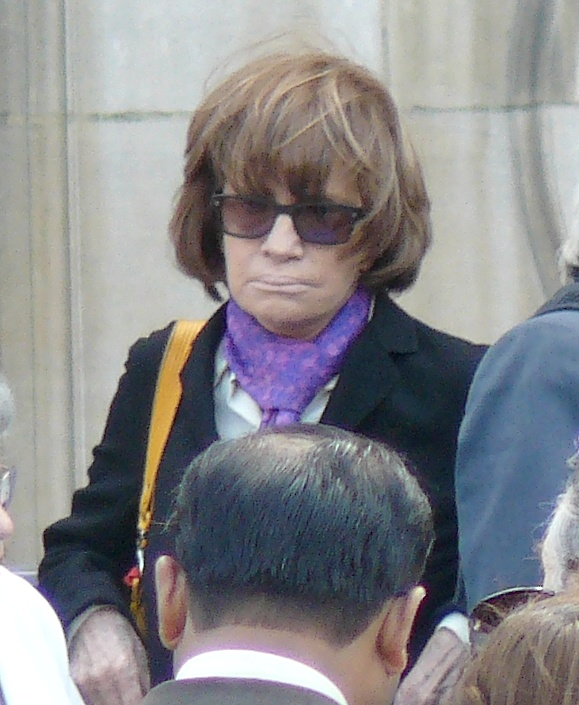
Nadine Trintignant im Mai 2010

Nadine Trintignant (* 11. November 1934 in Nizza; eigentlich Lucienne Marquand) ist eine französische Filmregisseurin, Drehbuchautorin, Filmeditorin und Schriftstellerin.

## Leben
Nadine Trintignant stammt aus einer Schauspielerfamilie. Wie auch ihre älteren Brüder, die Schauspieler Christian Marquand und Serge Marquand, interessierte sie sich schon früh für das Kino. Da sie auch gerne schreibt, versuchte sie sich zunächst als Drehbuchautorin. Im Abspann ihrer frühen Filme ab 1961 wird sie noch als Nadine Marquand aufgeführt.
Im April 1971 unterzeichnete sie das Manifeste des 343, eine Aktion französischer Feministinnen gegen den Abtreibungsparagraphen und für Selbstbestimmung. Diese Aktion wurde zum Vorbild für die deutsche Entsprechung Wir haben abgetrieben! vom Juni 1971.
Von 1960 bis 1978 war sie mit Jean-Louis Trintignant verheiratet, mit dem sie drei Kinder hat. Ihre Tochter Pauline starb jedoch schon 1969 am plötzlichen Kindstod. Paulines Tod wurde in ihrem Spielfilm Das passiert immer nur den anderen von 1971 thematisiert.
Im Juli 2003 traf sie ein weiterer Schicksalsschlag. Während der Dreharbeiten für einen Fernsehfilm über das Leben der Schriftstellerin Colette in der litauischen Hauptstadt Vilnius wurde ihre Tochter Marie Trintignant von ihrem Liebhaber, dem Rocksänger Bertrand Cantat, im Laufe eines Streits durch Schläge ins Gesicht schwer verletzt, wonach sie
ins Koma fiel und sechs Tage später verstarb. Nadine Trintignant drehte später den Film zu Ende und veröffentlichte das Erinnerungsbuch Ma fille, Marie, in dem sie den Täter als Mörder bezeichnete.
Ihr drittes Kind, Sohn Vincent Trintignant, wurde ebenfalls Schauspieler. Sie hat mit ihm schon öfter zusammengearbeitet und ihn auch in ihren Fernsehfilmen besetzt.

## Filmografie (Auswahl)

### Kinofilme
- 1960: Der kleine Soldat (Le petit soldat), (Filmschnitt)
- 1961: Eva und der Priester (Léon Morin, prêtre), (Filmschnitt)
- 1967: Mon amour, mon amour
- 1968: Le Voleur de crimes
- 1971: Das passiert immer nur den anderen (Ça n’arrive qu’aux autres)
- 1973: Mord paßt nicht in sein Konzept (Défense de savoir)
- 1975: Le Voyage de noces
- 1979: Premier voyage (auch Darstellerin)
- 1985: Die Familienpyramide (L’Été prochain)
- 1988: Das Jadehaus (La maison de jade)
- 1991: Amnesty International – Schreiben gegen das Vergessen (Contre l’oubli)
- 1995: Lumière et Compagnie (Beitrag)
- 1995: Fugueuses

### Fernsehfilme
- 1976: Madame le juge (als Drehbuchautorin)
- 1986: Die Geheimschublade (Le Tiroir secret) (eine Episode)
- 1986: Ein Sack voller Flöhe (Qui c’est ce garçon?) (eine Episode)
- 1990: Hôtel des caravaniers
- 1992: Une mère (Co-Regisseur)
- 1992: Lucas
- 1993: Rêveuses Jeunesses
- 1995: L’Insoumise
- 1997: L’Île bleue (Drehbuch zusammen mit Vincent Trintignant)
- 1999: Victoire ou la Douleur des femmes
- 2003: Colette, une femme libre
- 2022: Marie Trintignant: Dein viel zu kurzes Leben (Marie Trintignant, tes rêves brisés) (Dokumentarfilm)

### Schriften
- Ton chapeau au vestiaire (1997)
- Combien d’enfants, Roman (2001)
- Le jeune homme de la rue de France, Roman (2002)
- Ma fille, Marie, Erinnerungen (2004)
- J’ai été jeune un jour, Biografie (2006)
- Une étrange peine, Novellen (2007)